# Крупник (суп)
Крупник — польское, белорусское и украинское блюдо, крупяной суп.
Крупник готовят на овощном или мясном бульоне с пшеном, гречневой, перловой, кукурузной крупами, с добавлением жареного на растительном масле или сале репчатого лука, картофеля и сушёных грибов. Для вкуса также кладут морковь, корень петрушки, пастернака, зелень укропа.